# Иоанн III (папа римский)
Иоанн III (лат. Johannes PP. III, в миру — Джованни Каталино, итал. Giovanni Catalino; ? — 13 июля 574) — папа римский с 17 июля 561 года по 13 июля 574 года.

## Биография
Иоанн III происходил из знатной римской семьи и был сыном некоего Анастасия, римского сенатора и губернатора провинции. Он также упоминается как Каталино, но неясно, является ли это фамилией, прозвищем или настоящим именем. Если это его настоящее имя, то он был вторым папой, принявшим после интронизации имя, отличное от изначального, после папы Иоанна II.
Хотя он правил в течение почти тринадцати лет, о его понтификате осталось немного сведений - время Иоанна III пришлось на нашествие лангобардов, и практически все записи о делах церкви были уничтожены. Осталось лишь немного сведений, сохраненных будущим папой Григорием Великим, диаконом в свите Иоанна.

### Понтификат
Несмотря на близость ко двору Византии, Иоанн был вынужден четыре месяца ожидать подтверждения своего избрания императором Юстинианом. Ему пришлось выдерживать хрупкое равновесие, маневрируя между интересами лангобардов и византийцев, чтобы сохранить единство Церкви в Италии и предотвратить рост нищеты в Риме.
Лангобарды - германское племя арианского вероисповедания - в 568 году вторглись в Италию с территории Паннонии во главе с королём Альбоином, стремительно завоевывая города на севере, в то время как византийцы удерживали прибрежные владения. В 572 году Альбоин был убит в результате заговора, организованного его женой Розамундой. После смерти его преемника Клефа в 574 последовали десятилетия анархии, во время которого более тридцати лангобардских князей сражались за власть над Италией.
Для Церкви это было темное время. Многие христиане были замучены, монастырь Монте-Кассино был разрушен, многие церкви были разграблены. Для защиты Рима, который в 573 был осажден герцогом Сполето Фароальдом I, Иоанн III (как сообщает Liber Pontificalis) должен был отправиться в Неаполь, чтобы попросить помощи у византийского экзарха Нарсеса. Однако византийцы отказались защищать город.
Иоанн завершил строительство базилики апостолов Филиппа и Иакова (впоследствии - базилика Двенадцати святых апостолов), которая была посвящена освобождению Италии от готов и арианской ереси. По его приказу также было восстановлено и расширено кладбище мучеников. Все материальные достижения его папства погибли во время вторжения лангобардов.
Папа вёл с ними борьбу с галльскими епископами, отрицавшими право папы восстанавливать низложенного ими епископа. Среди немногих сведений об Иоанне III сохранилась история двух епископов Галлии - Салония из Амбрена и Сагиттария из Гапа. Получив сан, они начали вести себя в оскорбительном тоне и совершили ряд преступлений против населения. После народного восстания, вызванного их действиями, созванный в Лионе в 567 году синод низложил обоих епископов. Характерно, что король франков Гунтрамн обратился с призывом отменить низложение к Иоанну III, признавая тем самым его примат в церковной иерархии. Папа, получив от короля уверения в невиновности епископов, приказал их реабилитировать. Однако епископы продолжили злоупотреблять своим положением, и новый синод в Шалон-сюр-Сон в 579 году осудил их, а король приказал отправить их в заточение в монастырь без контакта с внешним миром.
Иоанн III подтвердил решения Пятого Вселенского Собора в Константинополе и защищал их с большим рвением.
В 572 году он, наконец, прекратил раскол с епархией Милана, который зародился во время понтификата папы Пелагия I, но с епархией Аквилеи по-прежнему отношения были натянутыми.

### Смерть
В Liber Pontificalis записано, что Иоанн III умер 7 июля 574 года. Он был похоронен в притворе собора Святого Петра.